# Marcus Edwards
Marcus Edwards (ur. 3 grudnia 1998 w Londynie) – angielski piłkarz pochodzenia cypryjskiego, grający na pozycji prawego napastnika w angielskim klubie Burnley, do którego jest wypożyczony z portugalskiego Sportingu CP. Były młodzieżowy reprezentant Anglii.

## Sukcesy

### Anglia U19
- Mistrzostwa Europy U-19: 2017[1]